# Juwenali Aljaskinski

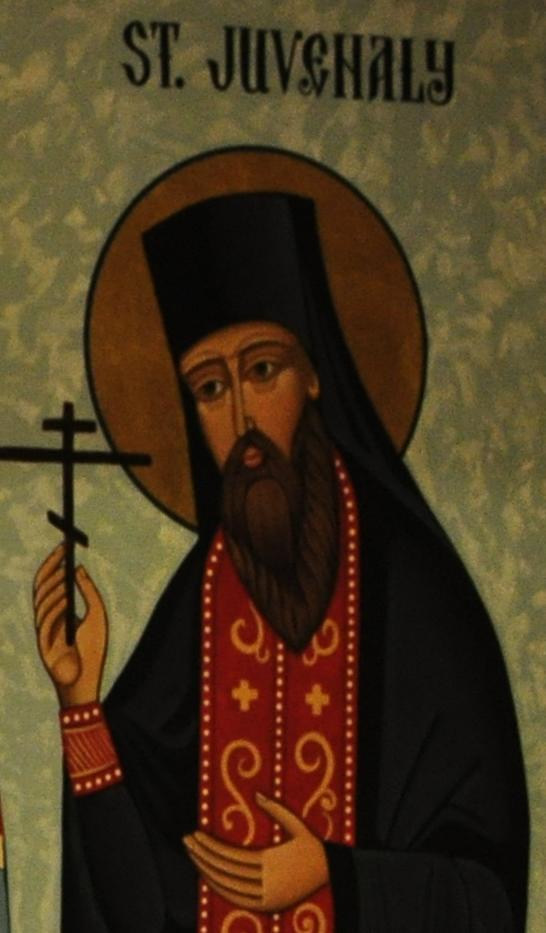
Juvenal von Alaska

Juwenali Aljaskinski oder Juvenaly of Alaska (russisch Ювеналий Аляскинский, wiss. Transliteration Juvenalij Aljaskinskij, Ijeromonach Juwenali russisch Иеромонах Ювеналий, wiss. Transliteration Ieromonach Juvenalij, Geburtsname Jakow Goworuchin, russisch Яков Говорухин, wiss. Transliteration Jakov Govoruchin; * 1761 in Jekaterinburg, Russland; † 1796 in Kuinerrak, Alaska) war einer der ersten russischen Missionare in Amerika. Er wurde zum Protomartyr und gilt seit 1980 als Hieromartyr (Священномученик, geweihter Märtyrer). Er war Mitglied der ersten Gruppe orthodoxer Missionare aus den Klöstern Walaam und Konewski (Рождество-Богородичный Коневский монастырь), die auszogen um die Eingeborenen von Alaska zu evangelisieren. Er wurde während seiner Missionsarbeit unter den Yupik auf dem Festland von Alaska 1796 zum Märtyrer. Sein Heiligenfest wird am 2. Juli begangen und seiner wird auch am 24. September gedacht (all the saints of Alaska), sowie mit den ersten Märtyrern des amerikanischen Landes (12. Dezember).

## Leben
Jakow Goworuchin wurde 1761 in Jekaterinburg, Russland, geboren. Sein Vater war der Schmelz-Meister Feodor Govorukhin in den Minen von Nertschinsk. Jakow arbeitete selbst anfangs in den Voskresenskiĭ-Minen in Kolywan mit dem Rang eines Ensign. 1791 verließ er seinen Posten aus eigenem Willen und ging in das Kloster Walaam als Novize. 1793 wurde er ausgewählt für die Amerikanische Mission, wurde zum Mönch tonsuriert und zum Priester ordiniert. Der Name Juvenal wurde ihm im Andenken an den Heiliger Juvenal, den Patriarchen von Jerusalem aus dem 5. Jahrhundert.
1793 wurde eine Gruppe von zehn Mönchen und Novizen der Klöster Walaam und Konewski als Missionare nach Russisch-Amerika entsandt. Die Gruppe wurde von Archimandrit Joasaf Bolotow geleitet und bestand aus vier Hieromonachoi (Mönchspriestern) (mit Juvenal und Makary, einem Hierodiakon und dem Mönch Herman of Alaska (German), sowie vier Novizen). Ihr Ziel war die russische Siedlung auf Kodiak Island im Golf von Alaska im nördlichen Pazifik. Die Gruppe langte am 24. September 1794 in Kodiak Island an, wo sie eine große Enttäuschung erlebten. Die Siedlung war furchtbar primitiv und Gewalt an der Tagesordnung. Die versprochene Kirche gab es nicht und die in Aussicht gestellten Vorräte für drei Jahre fehlten.
Nach ihrer Ankunft zogen Juwenali und Makary zwei Monate lang über die Insel Kodiak und tauften die ortsansässigen Sugpiaq-Inuit, insgesamt 6.000 Personen. 1795 ging Juwenali auf das Festland und taufte dort Chugach-Inuit in Nuchek, sowie Dena’ina-Indianer in Kenai. Im folgenden Jahr zog er weiter nach Westen und setzte seine Arbeit westlich des Lake Iliamna fort „im nördlichen Teil des Kontinents und weit über Alyaska hinaus, und die ortsansässigen Menschen dort, die noch nicht von uns befriedet worden waren, töteten ihn und drei Promyschlenniki und einige getaufte Kenia-Indianer“.

## Martyrium
Juwenali starb im Dorf Kuinerrak an der Mündung des Kuskokwim River irgendwann 1796.
Erfundene Berichte über die Umstände seines Todes wurden durch die Schriften von Ioann Veniaminov und später auch durch das sogenannte 'Diary of Fr. Juvenaly' (Tagebuch des Vaters Juwenali) verbreitet. Das 'Tagebuch' wurde von Ivan Petroff gefälscht. Veniaminov (1840, II: 155–156/1984: 235) schreibt:

„Der Grund seines Todes war nicht nur, dass er die Vielweiberei verbot, so wie es berichtet wurde, sondern vielmehr die Tatsache, dass die örtlichen Toions und Mächtigen, nachdem sie ihm zuerst ihre Kinder übergeben hatten, damit sie in Kad’iak erzogen werden sollten, dies später bereuten. Sie holten ihn ein, überwältigten ihn und nahmen ihre Kinder wieder zu sich, und töteten ihn als Verführer. Es heißt, dass Juwenali, als er von den Wilden attackiert wurde, weder zu fliehen oder sich zu verteidigen versuchte, was er vielleicht mit Erfolg hätte tun können, sondern er übergab sich selbst ohne irgend einen Widerstand in ihre Hände und bat nur um Sicherheit für seine Gefährten, was ihm gewährt wurde. Später berichteten die Amerikaner selbst, dass Juwenali, nachdem er, nach allem Ermessen, getötet worden war, aufstand und seinen Mördern folgte, und dabei zu ihnen sprach (wahrscheinlich dasselbe, was er schon früher gesagt hatte). Sie hielten ihn für lebendig, stürzten sich auf ihn und schlugen ihn. Aber erneut stand er auf und folgte ihnen. Das wiederholte sich mehrmals. Zuletzt zerhackten die Wilden seinen Körper, um ihn los zu werden. Erst dann verstummte der Prediger des Wortes Gottes und, man kann sagen, Märtyrer. Jedoch, nach den Erzählungen der selbigen Amerikaner, in dem Gebiet, wo seine Überreste waren, erschien eine Rauchsäule, die sich bis zum Himmel erhob. Wie lange dieses Phänomen andauerte, ist nicht bekannt.“

Petroffs „A daily journal kept by the Rev. Father Juvenal“ wurde von Lydia T. Black über allen Zweifel erhaben als Fälschung nachgewiesen: „Dieses milde gesprochen uninspirierende Dokument, welches sowohl den Kirchentraditionen als auch den Traditionen der Eingeborenen über die Aktivitäten des Heiligen widerspricht, wurde summarisch in Bancroft’s einflussreicher Geschichte Alaskas aufgenommen und ein Jahrhundert lang als Primärquelle akzeptiert. Jedoch, es ist jetzt sehr stark verdächtig eine Fälschung zu sein, die von einem von Bancrofts Assistenten verfertigt wurde.“ („This mildly uninspiring document, which contradicts both Church and Native traditions about the saint’s activities, was summarized in Bancroft’s influential History of Alaska and accepted for a century as a major primary source. However, it is now very strongly suspected of being a forgery written by one of Bancroft’s assistants.“)"

## Hymnen

### Vom 24. September
Troparion (Ton 4)
| Today Alaska rejoices and America celebrates, For the new world has been sanctified by martyrdom. Kodiak echoes with songs of thanksgiving, Iliamna and Kenai observe the festival of faith. The Apostle and martyr Juvenaly is glorified, And Peter the Aleut is exalted by his voluntary sacrifice, In their devotion and love for the Lord They willingly endured persecution and death for the Truth, Now in the Kingdom of Heaven they intercede for our souls! Kontakion (Ton 4) Today Valaam joins Alaska In celebrating this joyous feast, As her spiritual son Juvenaly Embraces the new martyr Peter with love. Together they suffered for the Lord in America And united the old world with the new by their voluntary sacrifice. Now forever they stand before the King of glory and intercede for our souls. | Heute freut sich Alaska und Amerika feiert Denn die neue Welt wurde geheiligt durch ein Martyrium. Kodiak hallt wieder mit Liedern des Dankes, Iliamna und Kenai achten das Festival des Glaubens. Der Apostel und Märtyrer Juwenali ist verherrlicht, Und Peter der Aleut ist erhoben durch sein freiwilliges Opfer, In ihrer Hingabe und Liebe für den Herrn Sie ertrugen willig Verfolgung und Tod für die Wahrheit, Nun treten sie im Königreich des Himmels für unsere Seelen ein! Kontakion Heute vereinigt Walaam Alaska Es feiert dieses frohe Fest, da ihr geistlicher Sohn Juwenali Annimmt den neuen Märtyrer Peter mit Liebe. Zusammen litten sie für den Herrn in Amerika Und vereinigten die alte Welt mit der neuen durch ihr freiwilliges Opfer. Nun stehen sie für immer vor dem König der Herrlichkeit und treten ein für unsere Seelen. |